# John Aalberg
John O. Aalberg (* 3. April 1897 in Chicago, Illinois; † 30. August 1984 in Los Angeles County, Kalifornien) war ein US-amerikanischer Film- und Tontechniker, der nicht nur mehrmals für einen Oscar nominiert war, sondern auch zahlreiche sonstige Auszeichnungen der Academy of Motion Picture Arts and Sciences erhielt.

## Leben
Aalberg begann Mitte der 1930er seine Tätigkeit als Film- und Tontechniker beim Studio Sound Department (SSD) von RKO Pictures in der Filmwirtschaft Hollywoods und war erstmals 1933 bei Christopher Strong von Dorothy Arzner an der Erstellung eines Films beteiligt.
Bei der Oscarverleihung 1937 war er erstmals für einen Oscar für den besten Ton im Film That Girl from Paris (1936) nominiert. Nach einer weiteren Oscar-Nominierung für den besten Ton 1938 in Hitting a New High (1937), erhielt er bei der Oscarverleihung 1939 einen sogenannten Oscar für technische Verdienste (Technical Achievement Award) „für die Anwendung von Kompressionen für variable Umgebungsaufnahmen bei der Produktion von Filmen“.
Nach einer weiteren Oscar-Nominierung für den besten Ton 1940 in Der Glöckner von Notre Dame (1939), erhielt er bei der Oscarverleihung 1941 gleich zwei Nominierungen: Zum einen für den besten Ton für Fräulein Kitty (1940) sowie zusammen mit Vernon L. Walker für den Oscar für die besten visuellen Effekte für Die Insel der Verlorenen (1940).
Weitere Nominierungen für den besten Ton erhielt Aalberg 1942 für Citizen Kane (1941), 1947 Ist das Leben nicht schön? (1946), 1952 für Drei Frauen erobern New York (Two Tickets to Broadway, 1951) sowie bei der Oscarverleihung 1955 für Eine Nacht mit Susanne (Susan Slept Here, 1954).
1978 erhielt er die John A. Bonner-Medaille „in Anerkennung herausragender Leistungen und Würdigung in der Aufrechterhaltung der hohen Standards der Academy of Motion Picture Arts and Sciences“. 1982 erhielt er einen weiteren Ehrenoscar und zwar den Gordon E. Sawyer Award.